# MM Moje Miasto
MM Moje Miasto – sieć portali społecznościowych, przygotowanych przez grupę prasową Media Regionalne. Strony mają charakter miejskich serwisów informacyjno-społecznościowych oraz są platformą lokalnego dziennikarstwa obywatelskiego.
Wszystkie portale mają identyczną szatę graficzną i interfejs, ale prowadzone są w poszczególnych miastach przez oddzielne redakcje. W 2009 roku odwiedzane były przez prawie 1,1 mln unikatowych użytkowników miesięcznie, dzięki czemu MM Moje Miasto było wówczas największym projektem dziennikarstwa obywatelskiego w Polsce.

## Funkcje portali MM
Aspekt informacyjny – oparty na zasadach Web 2.0 i dziennikarstwa obywatelskiego. Treść może zamieszczać redakcja, ale także zarejestrowani użytkownicy, którzy mają dostęp do:
- Zamieszczania informacji typu newsowego poprzez moduł „dodaj Wieści”. Te artykuły wymagają zaakceptowania przez redakcję.
- Zamieszczania zapowiedzi wydarzeń kulturalnych, społecznych i naukowych poprzez moduł „Dodaj Dzieje się”.
- Zaznaczania miejsc na mapie odnoszących się do publikowanych aktualności i zapowiedzi wydarzeń.

Celem portalu jest maksymalne zlokalizowanie informacji, dlatego menu Wieści, poza podziałem tematycznym, jest podzielone geograficznie na poszczególne dzielnice miejskie.
Aspekt społecznościowy
Funkcje społecznościowe dostępne są po zarejestrowaniu:
- możliwość założenia i prowadzenia bloga wraz z możliwością dodawania zdjęć do niego;
- wewnętrzna poczta użytkownika;
- dodawanie zdjęć i materiałów video;
- pisanie artykułów oraz innych form dziennikarskich;
- komentowanie i ocena treści oraz zdjęć.

Działanie w regionach
Redakcje portali organizują cyklicznie plenery fotograficzne „Photo Day” w miejscach na co dzień niedostępnych dla fotografowania, patronują lokalnym wydarzeniom, organizują szkolenia dziennikarskie dla młodzieży.

## Tygodnik Moje Miasto
MM Moje Miasto – bezpłatny tygodnik, wydawany przez koncern Media Regionalne.
Czasopismo to ukazuje się w:
- Szczecinie[4] (MM Szczecin) od 12 października 2006;
- Lublinie[4] (MM Lublin) od 20 marca 2008;
- Katowicach (MM Silesia)
- Zielonej Górze[4] (MM Zielona Góra) od 21 października 2010[5].